# Anthreptes anchietae
El suimanga de Anchieta (Anthreptes anchietae) es una especie de ave paseriforme de la familia Nectariniidae propia del sur de África Central. Su nombre conmemora al naturalista portugués José Alberto de Oliveira Anchieta.

## Distribución y hábitat
Se encuentra en los bosques de miombo de Angola, el sur de la República Democrática del Congo, Malawi, Mozambique, Tanzania y  Zambia.